# Activities, Interests, Opinions
Activities, Interests, Opinions (engl. für Aktivitäten, Interessen, Meinungen, oft abgekürzt AIO) bezeichnet ein psychographisches Marktsegmentierungsmodell, das anhand von Marktforschungsuntersuchungen des Lebensstils bestimmter Personengruppen dem Marketing eine Analyse ihres aktuellen bzw. eine Prognose des potenziellen Kaufverhaltens erlaubt. Dazu berücksichtigt das AIO-Modell
- Activities: z. B. Arbeit, Freizeit-, Sport- und Urlaubsverhalten, Einkaufsgewohnheiten, Unterhaltung, Mitgliedschaft in Vereinen, Verbänden oder einer Community
- Interests: z. B. Beruf, Familie, Medienkonsum, Ernährungsgewohnheiten, Mode
- Opinions: Meinungen z. B. über die eigene Person, Politik, Geld und Wirtschaft, Erziehung, Produkte, die Zukunft, soziale und kulturelle Fragen

Diese Werte ändern sich meist langsam oder gar nicht. Das AIO-Modell gilt daher als ein verlässliches Instrument zur Auswahl von Zielmärkten.
In der Analyse verwendet man sogenannte „Inventare“ (siehe rechts).
| Activities             | Interests     | Opinions             | Demographics           |
| ---------------------- | ------------- | -------------------- | ---------------------- |
| Arbeit                 | Familie       | Eigene               | Alter                  |
| Hobbys                 | Heim          | Sozial               | Ausbildung             |
| Soziale Ereignisse     | Beschäftigung | Politik              | Einkommen              |
| Urlaub                 | Gemeinde      | Business             | Beschäftigung          |
| Unterhaltung           | Erholung      | Wirtschaftliche Lage | Familiengröße          |
| Clubmitgliedschaften   | Mode          | Bildung              | Geografie              |
| Gemeinschaft           | Ernährung     | Produkte             | Größe der Wohngemeinde |
| Einkaufsverhalten      | Medien        | Zukunft              | Lebenszyklus           |
| Sportliche Aktivitäten | Leistungen    | Kultur               | Wohnumgebung           |